# 卷鬚異䲁
模里西斯異䲁（學名：Alloblennius frondiculus），為輻鰭魚綱鳚形目䲁科異䲁屬的一種，分布於西印度洋安達曼群島南五島西南海域，深度0至3公尺，本魚體延長，呈長橢圓形，頭部有羽狀分枝觸鬚，下顎兩側唇瓣相對較大，色素較深，位於下顎兩側前方，胸鰭有10或11個明顯的小黑點；前鰓蓋孔位於最前方，有一對垂直的孔，下顎後部無犬齒，背鰭硬棘12枚、背鰭軟條18枚、臀鰭硬棘2枚、臀鰭軟條20枚，體長可達2.4公分，棲息在波浪洶湧的潮間帶岩石海岸，為底棲性魚類，通常躲在洞穴，具領域性，一旦遇危險時以倒游方式躲入小洞穴中，僅露出頭部注視敵人，雌魚產附著性卵，雄魚有護卵行為。